# Sindaci di Riccione
Di seguito l'elenco cronologico dei sindaci di Riccione e delle altre figure apicali equivalenti che si sono succedute nel corso della storia.

## Regno d'Italia (1861-1946)
| Sindaci eletti dal Consiglio comunale (1889-1926)          | Sindaci eletti dal Consiglio comunale (1889-1926) | Sindaci eletti dal Consiglio comunale (1889-1926) | Sindaci eletti dal Consiglio comunale (1889-1926) | Sindaci eletti dal Consiglio comunale (1889-1926) | Sindaci eletti dal Consiglio comunale (1889-1926) |
| Nominativo                                                 | Partito                                           | Partito                                           | Mandato                                           | Mandato                                           | Elezioni                                          |
| Nominativo                                                 | Partito                                           | Partito                                           | Inizio                                            | Fine                                              | Elezioni                                          |
| ---------------------------------------------------------- | ------------------------------------------------- | ------------------------------------------------- | ------------------------------------------------- | ------------------------------------------------- | ------------------------------------------------- |
| Luigi Righi                                                | Commissario Prefettizio                           | Commissario Prefettizio                           | 12 dicembre 1922                                  | 11 giugno 1923                                    | -                                                 |
| Augusto Marani                                             | Commissario Prefettizio                           | Commissario Prefettizio                           | 12 giugno 1923                                    | 3 novembre 1923                                   | -                                                 |
| Silvio Lombardini                                          |                                                   | Partito Repubblicano Italiano                     | 4 novembre 1923                                   | 1925                                              | 1923                                              |
| Podestà nominati dal governo (1926-1945)                   |                                                   |                                                   |                                                   |                                                   |                                                   |
| Nominativo                                                 | Partito                                           | Partito                                           | Mandato                                           | Mandato                                           | Elezioni                                          |
| Nominativo                                                 | Partito                                           | Partito                                           | Inizio                                            | Fine                                              | Elezioni                                          |
| Silvio Lombardini                                          |                                                   | Partito Nazionale Fascista                        | 1925                                              | 5 aprile 1928                                     | -                                                 |
| Sanzio Serafini                                            | Commissario Prefettizio                           | Commissario Prefettizio                           | 6 aprile 1928                                     | 4 agosto 1929                                     | -                                                 |
| Carlo Montuschi                                            |                                                   | Partito Nazionale Fascista                        | 5 agosto 1929                                     | 19 novembre 1930                                  | -                                                 |
| Gino Cellesi                                               | Commissario Prefettizio                           | Commissario Prefettizio                           | 20 novembre 1930                                  | 26 marzo 1932                                     | -                                                 |
| Gino Cellesi                                               |                                                   | Partito Nazionale Fascista                        | 26 marzo 1932                                     | 1º dicembre 1932                                  | -                                                 |
| Frangiotto Pullè                                           |                                                   | Partito Nazionale Fascista                        | 2 dicembre 1932                                   | 9 aprile 1934                                     | -                                                 |
| Arnaldo Passerini                                          | Commissario Prefettizio                           | Commissario Prefettizio                           | 9 aprile 1934                                     | 7 maggio 1934                                     | -                                                 |
| Frangiotto Pullè                                           |                                                   | Partito Nazionale Fascista                        | 7 maggio 1934                                     | 5 settembre 1935                                  | -                                                 |
| Arnaldo Passerini                                          | Commissario Prefettizio                           | Commissario Prefettizio                           | 5 settembre 1935                                  | 29 aprile 1936                                    | -                                                 |
| Frangiotto Pullè                                           |                                                   | Partito Nazionale Fascista                        | 29 aprile 1936                                    | 27 aprile 1941                                    | -                                                 |
| Leo Mancini                                                | Commissario Prefettizio                           | Commissario Prefettizio                           | 28 aprile 1941                                    | 29 maggio 1942                                    | -                                                 |
| Bruno Curli                                                | Commissario Prefettizio                           | Commissario Prefettizio                           | 29 maggio 1942                                    | 27 novembre 1942                                  | -                                                 |
| Giuseppe Monti                                             | Commissario Prefettizio                           | Commissario Prefettizio                           | 27 novembre 1942                                  | 29 dicembre 1943                                  | -                                                 |
| Alessandro Brunetti                                        | Commissario Prefettizio                           | Commissario Prefettizio                           | 29 dicembre 1943                                  | 14 gennaio 1944                                   | -                                                 |
| Giuseppe Monti                                             | Commissario Prefettizio                           | Commissario Prefettizio                           | 15 gennaio 1944                                   | 14 marzo 1944                                     | -                                                 |
| Renato Donini                                              | Commissario straordinario                         | Commissario straordinario                         | 15 marzo 1944                                     | 5 settembre 1944                                  | -                                                 |
| Amministrazione occupazione Militare                       | Autorità civili                                   | Autorità civili                                   | 5 settembre 1944                                  | 3 dicembre 1944                                   | -                                                 |
| Sindaci del periodo costituzionale transitorio (1945-1946) |                                                   |                                                   |                                                   |                                                   |                                                   |
| Nominativo                                                 | Partito                                           | Partito                                           | Mandato                                           | Mandato                                           | Elezione                                          |
| Nominativo                                                 | Partito                                           | Partito                                           | Inizio                                            | Fine                                              | Elezione                                          |
| Giovanni Quondamatteo                                      |                                                   | Partito Comunista Italiano                        | 4 dicembre 1944                                   | 1946                                              | -                                                 |

## Repubblica italiana (dal 1946)
| Sindaci eletti dal Consiglio comunale (1946-1995)    | Sindaci eletti dal Consiglio comunale (1946-1995) | Sindaci eletti dal Consiglio comunale (1946-1995) | Sindaci eletti dal Consiglio comunale (1946-1995) | Sindaci eletti dal Consiglio comunale (1946-1995) | Sindaci eletti dal Consiglio comunale (1946-1995) | Sindaci eletti dal Consiglio comunale (1946-1995) | Sindaci eletti dal Consiglio comunale (1946-1995) |
| Nominativo                                           | Partito                                           | Partito                                           | Partito                                           | Partito                                           | Mandato                                           | Mandato                                           | Elezione                                          |
| Nominativo                                           | Partito                                           | Partito                                           | Partito                                           | Partito                                           | Inizio                                            | Fine                                              | Elezione                                          |
| ---------------------------------------------------- | ------------------------------------------------- | ------------------------------------------------- | ------------------------------------------------- | ------------------------------------------------- | ------------------------------------------------- | ------------------------------------------------- | ------------------------------------------------- |
| Giovanni Quondamatteo                                |                                                   | Partito Comunista Italiano                        | Partito Comunista Italiano                        | Partito Comunista Italiano                        | 1946                                              | 9 aprile 1949                                     | Elezione 1946                                     |
| Augusto Saponi (Sindaco facente funzioni)            |                                                   | Partito Comunista Italiano                        | Partito Comunista Italiano                        | Partito Comunista Italiano                        | 13 aprile 1949                                    | 30 aprile 1949                                    | Elezione 1946                                     |
| Giulia Galli in Bernabei (Sindaco facente funzioni)  |                                                   | Partito Socialista Italiano                       | Partito Socialista Italiano                       | Partito Socialista Italiano                       | 1º maggio 1949                                    | 15 giugno 1951                                    | Elezione 1946                                     |
| Nicola Casali                                        |                                                   | Partito Comunista Italiano                        | Partito Comunista Italiano                        | Partito Comunista Italiano                        | 16 giugno 1951                                    | 6 ottobre 1953                                    | -                                                 |
| Tommaso Enio Della Rosa                              |                                                   | Partito Comunista Italiano                        | Partito Comunista Italiano                        | Partito Comunista Italiano                        | 7 ottobre 1953                                    | 3 novembre 1957                                   | -                                                 |
| Dante Tosi                                           |                                                   | Partito Comunista Italiano                        | Partito Comunista Italiano                        | Partito Comunista Italiano                        | 4 novembre 1957                                   | 7 dicembre 1959                                   | -                                                 |
| Tommaso Enio Della Rosa                              |                                                   | Partito Comunista Italiano                        | Partito Comunista Italiano                        | Partito Comunista Italiano                        | 8 dicembre 1959                                   | 5 dicembre 1960                                   | -                                                 |
| Giovanni Petrucciani                                 |                                                   | Partito Socialista Italiano                       | Partito Socialista Italiano                       | Partito Socialista Italiano                       | 6 dicembre 1960                                   | 21 novembre 1964                                  | -                                                 |
| Biagio Cenni                                         |                                                   | Partito Comunista Italiano                        | Partito Comunista Italiano                        | Partito Comunista Italiano                        | 22 novembre 1964                                  | 15 luglio 1975                                    | -                                                 |
| Terzo Pierani                                        |                                                   | Partito Comunista Italiano                        | Partito Comunista Italiano                        | Partito Comunista Italiano                        | 16 luglio 1975                                    | 7 novembre 1991                                   | -                                                 |
| Massimo Masini                                       |                                                   | Partito Democratico della Sinistra                | Partito Democratico della Sinistra                | Partito Democratico della Sinistra                | 28 novembre 1991                                  | 23 aprile 1995                                    | -                                                 |
| Sindaci eletti direttamente dai cittadini (dal 1995) |                                                   |                                                   |                                                   |                                                   |                                                   |                                                   |                                                   |
| Nominativo                                           | Partito                                           | Partito                                           | Coalizione                                        | Coalizione                                        | Mandato                                           | Mandato                                           | Elezione                                          |
| Nominativo                                           | Partito                                           | Partito                                           | Coalizione                                        | Coalizione                                        | Inizio                                            | Fine                                              | Elezione                                          |
| Massimo Masini                                       |                                                   | Partito Democratico della Sinistra                |                                                   | PDS-PRI-FdV                                       | 24 aprile 1995                                    | 13 giugno 1999                                    | Elezioni 1995                                     |
| Daniele Imola                                        |                                                   | Democratici di Sinistra                           |                                                   | DS-PPI-Dem-SDI                                    | 14 giugno 1999                                    | 14 giugno 2004                                    | Elezioni 1999                                     |
| Daniele Imola                                        |                                                   | Democratici di Sinistra                           | DS-DL-SDI-PRC-FdV                                 | 14 giugno 2004                                    | 7 giugno 2009                                     | Elezioni 2004                                     |                                                   |
| Massimo Pironi                                       |                                                   | Partito Democratico                               |                                                   | PD-IdV-PSI-FdV                                    | 8 giugno 2009                                     | 8 giugno 2014                                     | Elezioni 2009                                     |
| Renata Tosi                                          |                                                   | Indipendente di centro-destra                     |                                                   | Liste civiche-FI-LN-FdI                           | 9 giugno 2014                                     | 23 febbraio 2017                                  | Elezioni 2014                                     |
| Immacolata Delle Curti                               | Commissario prefettizio                           | Commissario prefettizio                           | Commissario prefettizio                           | Commissario prefettizio                           | 24 febbraio 2017                                  | 25 giugno 2017                                    | -                                                 |
| Renata Tosi                                          |                                                   | Indipendente di centro-destra                     |                                                   | Liste civiche-LN-FI                               | 26 giugno 2017                                    | 13 giugno 2022                                    | Elezioni 2017                                     |
| Daniela Angelini                                     |                                                   | Indipendente di centro-sinistra                   |                                                   | PD-Art.1-Liste civiche                            | 13 giugno 2022                                    | in carica                                         | Elezioni 2022                                     |